# Alf R. Jacobsen
Alf Reidar Jacobsen född 21 februari 1950 i Hammerfest, är en norsk journalist och författare.
Jacobsen har studerat litteraturvetenskap och sociologi vid Universitetet i Oslo och Universitetet i Bergen. Han har varit frilansjournalist och anställd som journalist vid Finnmark Dagblad, Alle Menn, Klassekampen, Verdens Gang och Dagbladet. Han var redaktör i Økonomisk Rapport under perioden 1993–1995 och redaktör i NRKs program «Brennpunkt» från 1995 till 2001.
Jacobsens litterära debut kom 1982 med thrillern Stalins gull, och han har sedan skrivit ett antal böcker från norsk shipping- och finansmiljö. Han har belönats med Rivertonpriset (1988) och SKUP-priset (1991).
Under de senaste åren har han publicerat ett antal dokumentära historieböcker om andra världskriget och efterkrigstiden i Norge.